# Frimurarehuset, Kristianstad

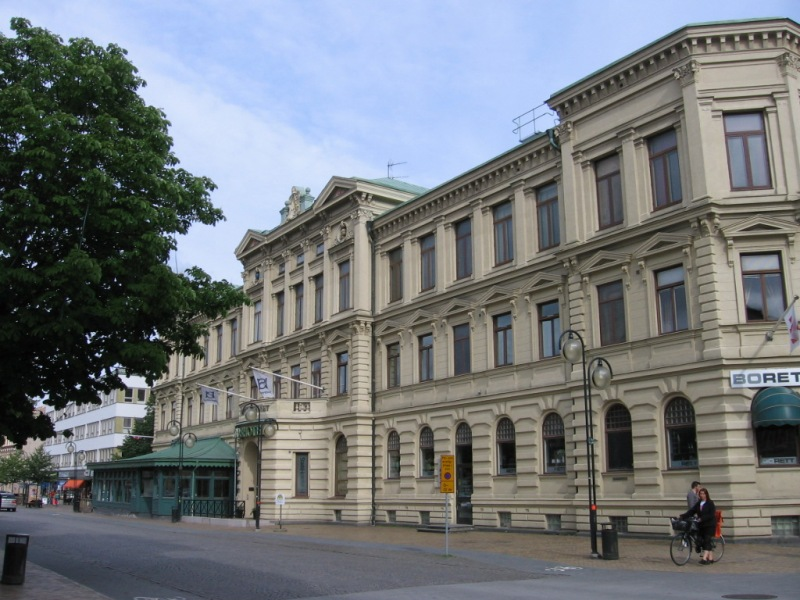
Frimurarhuset

Frimurarehuset är en byggnad i Kristianstad.

## Bakgrund
Under de första åren arbetade frimurarna i hyrda lokaler. Den första sammankomsten den 6 juli 1776 hölls i överste Weduvars hus, nuvarande Ekbergs kläder vid Lilla Torg. Här ställdes sex rum till förfogande och inreddes för ändamålet. Efter en tid beslöt man att hyra nya lokaler, då man trodde att lokalerna var otillräckligt isolerade för att bereda skydd för obehöriga. Man beslöt att flytta till handelsmannen Schenks hus, nuvarande Svenska Handelsbanken också vid Lilla Torg. Redan efter 14 dagar utbröt en brand och det mesta av logernas tillhörigheter förstördes utom räkenskaper och böcker, som förvarades hos sekreteraren major Samuel Conrad Kempfe. Sedan fick man sin hemvist i postdirektör Widells hus – Västra Storgatan 40, det så kallade Cardellska huset. Våren 1779 kunde man åter flytta in i särskilt inredda lokaler i Schenks hus. Här fanns nu lokaler för såväl S:t Christopher som Cubiska Stenen. Under de första åren förekom även logearbete på bland annat Vittskövle, Maltesholm och Bäckaskog. Från den här tiden finns i museet en kassakista, som kusken från godset där sammankomsten skulle hållas sändes att hämta. I kassakistan förvarade man de utensilier som behövdes för sammankomstens genomförande.

## Eget hus
Man strävade efter att skaffa sig en egen fastighet och den 20 mars 1797 inköptes det forna landshövdingeresidenset för 575 rdr, vilket var beläget utefter kanalen vid Stora Torg och Östra Storgatan. När Kristianstad grundades 1614 fanns det tre tomter vid Stora Torg. En hörntomt vid Västra Storgatan bebyggdes av rådmannen och silversmeden Hans Klaussen från Vä, som gjort bland annat Skepparslövs brudkrona. En silversked, belöningssked eller så kallad supsked, av denne mästare förvärvades år 2002 av Regionmuseet i Kristianstad genom gåva från bland andra SJL S:t Christopher och Skånska Provinsiallogen. Hans Klaussens fastighet förändrades under åren och blev statlig egendom och residens för bland andra Karl XIII, då han vistades i Kristianstad – förföll sedan och blev kronobränneri, rannsakningsfängelse innan den slutligen revs. Mittomten beboddes av silversmeden Povel Nielson, Kristianstads förste stadsfogde. Den såldes senare till Christoffer Ulfeldt, som uppförde ett palats där. Den andra hörntomten mot Östra Storgatan beboddes av landshövding Jens Sparre och ägdes under 1600-talet av olika borgare och togs då och då i bruk för olika representativa uppgifter. Den blev i början på 1700-talet bostad åt fästningens kommendant och blev 1722 åter länsresidens.

## Byggnation 1797–1799
1797 inköptes som sagt det forna landshövdingeresidenset och därefter satte man igång och rev, byggde om och byggde nytt. Det tog två år. Vid Östra Storgatan reste sig sedan ett tvåvåningshus, där SJL S:t Christopher hade sina lokaler och mot Stora Torg ett hus, där mittpartiet var i tre våningar och flyglarna i två våningar. Entreprenörer var bröderna Lars och Måns Österberg och om- och nybyggnationerna kostade 6579 rdr, att jämföra med inköpet som kostade 575 rdr. Troligen inredde man redan från början även lokaler för provinsiallogen även om den formellt fortfarande var förlagd till Malmö. Med tiden behövde man mer lokaler och inte minst övernattningsmöjligheter med hänsyn till upptagningsområdet. Ett logebesök kunde ju vara en förrättning på flera dygn. Betänk den tidens kommunikationer, till exempel hästskjuts Jönköping – Kristianstad eller Kalmar - Kristianstad tur & retur. Nya loger samt de förbättrade kommunikationerna – järnväg Hässleholm – Eslöv och den ökade besöksfrekvensen i kapitlet, medförde svårigheter att få logi i staden. Behovet av nybyggnation ökade. Kanalen utmed Stora Torg lades igen 1873–1874 och man fick Nya Boulevarden.

## Byggnation 1882–1884
1881 började man att förbereda byggandet av ett nytt hus. Man bildade en husbyggnadsdirektion om fem bröder, med ordförande landssekreterare Carl Arcadius Olson och ledamöter överste Henric Qveckfeldt, fabrikör S Lundqvist, kaptenen friherre Bror Salomon von Otter samt löjtnanten A. O. Stael von Holstein. Direktionen gav uttryck för sina intentioner på bland annat följande sätt: "Den nya byggnaden skall vara en värdig och monumental pendang till det mitt emot liggande Stora Kronohuset, en stadens stolthet och sevärdhet, till Frimurarebröders glädje och kära hemvist." Så är det även idag.
Den 13 maj 1882 inköptes resterande delar av nuvarande fastigheten mot Stora Torg och Västra Storgatan. Svante Svenson i Karlshamn stod för ritningarna och kostnadsförslaget slutade på 168 350:-. Den 14 december 1882 nedlades en blylåda med exemplar av gällande svenska mynt i guld, silver och brons samt Christianstads Enskilda Banks sedelvalörer. Därutöver en skrivelse tryckt på pergament och avfattad på latin, svenska, danska, tyska, holländska, engelska, franska, italienska, spanska, portugisiska, magyariska och grekiska, samtliga språk (12) inom frimureriets utbredning med undantag för latin.
Texten hade lydelsen:
Efter mer än hundra års arbeten i Christianstad hafva vi Frie Murare Riddare-Bröder här lagt grunden till vårt nya Herberge år Ettusen åttahundrade och på detta åttionde andra efter vår Herre Christi börd, Under Hans Maj:t Oscar II:s regering, Hvilken är Frimurare-Ordens och Brödraskapets beskyddare och denna IX. Frimurareprovinsens Visaste Salomos Vikarie, samt under ledning af våra styrande Mästare, Bröderna Corfitz Beck-Friis, Henric Ludvig Ahlberg och Henric Wilhelm Qveckfeldt. På denna tiden begagna våra Christna Bröder i Europa vid sina arbeten de tungomål, som synas af närlagda handlingar, med undantag af det Latinska.
Gud den allra Högste, hela verldens trefaldt store Byggmästare, vare ära i evighet. Amen!!!
Författare var fil dr Sven Herman Benjamin Svensson. Blylådan nedsattes i nordvästra grunden till byggnaden i en urholkning i en kubisk sten, täcktes med en triangelformad järnplatta, försedd med ett rött målat tempelkors på vit botten. Det hela täcktes med ett större granitblock. Även på den tiden hade man svårt att hålla budgeten. Slutsumman för bygget blev 216 000 jämte 30 000 för inventarier till hotellet. Dock blev Svante Svensson, byggmästaren, riddare av Vasaorden för sina insatser vid byggnationen och hederstecknet utdelades av Oscar II personligen.

## Invigningen den 6 september 1884
Den 6 september 1884 invigdes huset av konung Oscar II, kronprins Gustav och prins Carl. Mer än 300 frimurare var församlade. Wendes musikkår svarade för musikprogrammet. Man serverade 12 olika rätter och 9 sorters vin vid middagen. Matsedeln upptog sköldpaddssoppa, piggvar, oxfilé, unghöns, kräftor med ostron, rapphöns, vaktlar och kronärtskockor. I och med detta hade Frimurarehuset fått i huvudsak sin nuvarande exteriör mot Stora Torg och SJL samt SAL nya lokaler. Kapitlets lokaler hade dock endast nödtorftigt reparerats.

## Kronologi
- 1614 - staden grundades
- 1797 - Tomten köptes - 575 Rdr
- 1798 - Tvåvåningsbyggnad uppfördes Stora Torg
- 1799 - Östra Storgatan. Kostnad 6579 Rdr
- 1873 - Tvärkanal lades igen - Nya Boulevarden byggdes
- 1882 - Nytt Frimurarehus byggdes, tre våningar. Kostnad 216 000 kr
- 1884 - 6 september, invigning av Oscar II, Kronprins Gustaf och Prins Carl
- 1899–1900 - Ö. Flygeln renoverades, elverk installerades
- 1912–13 - Mittaxel med festsal byggdes. Centralvärme
- 1924 - Logesalarna renoverades
- 1942–43 - Kansli, bibliotek, Lilla P tillkom
- 1992–93 - Museum, konferenslokal tillkom
- 1995–96 - Handikapplägenheter byggdes